# 白浪街道
白浪街道，是中华人民共和国湖北省十堰市茅箭区下辖的一个乡镇级行政单位。

## 行政区划
白浪街道下辖以下地区：
中观社区、马路社区、光明社区、白浪唐社区、柯家村、马路村、方块村、小河村和白浪村。